# Magico David
(Frase pronunciata da Moana Pozzi in chiusura di ogni puntata)
Magico David è stato un programma televisivo italiano andato in onda su Italia 1 per dieci puntate nell'estate 1992, con la conduzione di Moana Pozzi e Gianni Fantoni. La trasmissione andava in onda ogni sabato in seconda serata, alle 22.30, per la durata totale di dieci puntate a partire dal 20 giugno.

## La trasmissione
Il programma era ambientato in una scenografia che rappresentava un'isola, abitata da Moana Pozzi e da alcune ragazze, che affiancavano la conduttrice vestite con un costume tahitiano; le stesse ragazze interpretavano anche i cori della sigla della trasmissione, Ti amoana, cantata dalla stessa Pozzi. Il David citato nel titolo era David Copperfield celebre mago a cui era dedicata la trasmissione, che proponeva parte del repertorio di magie e trucchi eseguiti nel corso della sua carriera, proponendo anche dei filmati inediti per il pubblico italiano; tra le magie più spettacolari si ricordano la sparizione di un jet, registrata nel 1982, e quella della Statua della Libertà, avvenuta nel 1983 sotto le telecamere della CBS celandola dietro un enorme telo calato appositamente.
I filmati erano intervallati dagli interventi di Gianni Fantoni, che in studio tentava con poco successo di replicare alcuni giochi di magia e si rapportava con la pornostar-conduttrice con il fare impacciato tipico del suo personaggio; insieme a lui, Moana Pozzi intratteneva gli spettatori dando le sue "lezioni d'amore", affrontando tematiche legate al sentimento e al sesso e parodiando il programma Lezioni d'amore condotto poco tempo prima da Giuliano Ferrara con la moglie Anselma, soppresso dopo due puntate per bassi ascolti.
Un'altra parte della trasmissione era riservato ai vizi capitali, interpretati dalla conduttrice e raccontati in un suo "editoriale".
Si tratta dell'ultima trasmissione condotta da Moana Pozzi prima della sua morte, avvenuta due anni dopo.
Nel 2004 lo show è stato riproposto in replica su Happy Channel.

### Critica e controversie
La trasmissione attirò numerose proteste ancora prima del suo esordio; tra i tanti che accusavano preventivamente lo show di oscenità, l'Ente dello Spettacolo, che criticò in particolare la possibilità che Moana Pozzi potesse avere uno spazio per commentare i vizi capitali, dando una sua interpretazione al pubblico. La conduttrice aveva tuttavia rassicurato i detrattori, ammettendo: "Non potrò certo dire ciò che vorrei".
La critica televisiva, all'indomani della prima puntata, giudicò lo show tutt'altro che audace e semplicemente costruito sui doppi sensi della conduttrice, non rilevando alcuna oscenità e anzi riferendo che l'inconsapevole protagonista del programma, David Copperfield, suscitava più attenzione delle parti registrate in studio dai conduttori, nonostante la maggior parte dei filmati non fossero inediti e anzi già trasmessi da Italia 1 nelle estati passate.